# Distrito de Karaisalı
Karaisalı es un distrito de la provincia de Adana, Turquía, que forma parte del área metropolitana de Adana.
En Karaisalı se encuentran los embalses de Çatalan y Nergizlik.

## Historia
Durante la época romana, existió una ciudad que se llamaba Midilli. Tras la llegada de los turcos a la zona, se cambió el nombre por el de Çeceli y la poblaron las tribus Yüreğir, Menemencioğulları y Ramazanoğulları.
Entre 1481 y 1496, la ciudad estuvo controlada por los mamelucos; cuando fueron vencidos por el sultán otomano Selim I, éste cedió el control a la dinastía Ramazanoğulları. Posteriormente, se le dio el nombre de Karaisalı en honor a un señor Ramazanoğulları.
Durante la Guerra de Independencia Turca, a principios de los años 1920, no fue ocupada y se convirtió en uno de los centros de la resistencia turca en la zona de Çukurova.